# Фулгенцие Царев
Фулгенцие Царев (на хърватски: Fulgencije Carev; на немски: Fulgenzio Czarev) е хърватски духовник от XIX век, скопски архиепископ (1879 – 1888).

## Биография
Роден е в 1826 година в далматинското градче Кащел Гомилица в Австрийската империя. Става францискански монах и на 25 март 1850 година е ръкоположен за свещеник. На 28 март 1879 година е назначен, а на 27 април 1879 година е ръкоположен за скопски архиепископ от папа Лъв XIII. Като скопски архиепископ Царев провежда агресивна политика и се опитва да присъедини към диоцеза си освен Косовския вилает, още и Битолския и Тиквешката каза от Солунския вилает. През 80-те години тази агресивна политика на Царев, подкрепяна от Австро-Унгария, намира почва дори в Охридско и Стружко, които по това време все още нямат български православен владика. В 1886 година Османската империя отстъпва пред натиска на Царев и мести седалището му от Прищина в Скопие.
На 1 юни 1888 година се оттегля от скопската катедра и получава личната титла хварски архиепископ.
Умира на 9 юли 1901 година.